# Tim Ahearne
Tim Ahearne (né le 18 août 1885 et mort en décembre 1968) est un athlète britannique.

## Palmarès

### Jeux olympiques
- Jeux olympiques d'été de 1908 à Londres (Royaume-Uni)
  -  Médaille d'or en Triple Saut.